# Joel Andrade
Joel Andrade (* 18. April 1948 in Atenguillo, Jalisco) ist ein ehemaliger mexikanischer Fußballspieler, der vorwiegend im Mittelfeld agierte.

## Laufbahn

### Verein
Andrade begann seine Profikarriere in der Saison 1966/67 bei Atlas Guadalajara; einem der beiden großen Stadtrivalen aus Guadalajara, der Hauptstadt des Bundesstaates Jalisco, in dem Andrade geboren wurde. Mit den Rojinegros gewann Andrade in der Saison 1967/68 den mexikanischen Pokalwettbewerb.
1971 wechselte Andrade zum ebenfalls in Guadalajara beheimateten CSD Jalisco, bevor er 1973 in die Landeshauptstadt wechselte und die nächsten zwei Spielzeiten beim CD Cruz Azul verbrachte, mit dem er in der Saison 1973/74 die mexikanische Fußballmeisterschaft und den Supercup gewann.
1975 kehrte er nach Guadalajara zurück, wo er die nächsten beiden Spielzeiten beim Club Universidad de Guadalajara verbrachte, mit dem er zweimal Vizemeister der mexikanischen Liga wurde.

### Nationalmannschaft
Seinen einzigen Länderspieleinsatz für „El Tri“ absolvierte Andrade am 10. September 1972 in einem WM-Qualifikationsspiel gegen die USA, das 2:1 gewonnen wurde.

## Erfolge
- Mexikanischer Meister: 1974
- Mexikanischer Vizemeister: 1976 und 1977
- Mexikanischer Pokalsieger: 1968
- Mexikanischer Supercup: 1974